# 特羅希米夫卡 (大米海利夫卡區)
47°11′17″N 29°36′54″E / 47.18806°N 29.61500°E
特羅希米夫卡（烏克蘭語：Трохимівка）是位於烏克蘭西南部的村莊，由敖德萨州羅茲季利納區的大米哈伊利夫卡市鎮負責管轄。該村始建於1870年，面積0.25平方公里，海拔高度196米，2001年人口42，人口密度每平方公里168人。